# Krijgshamer

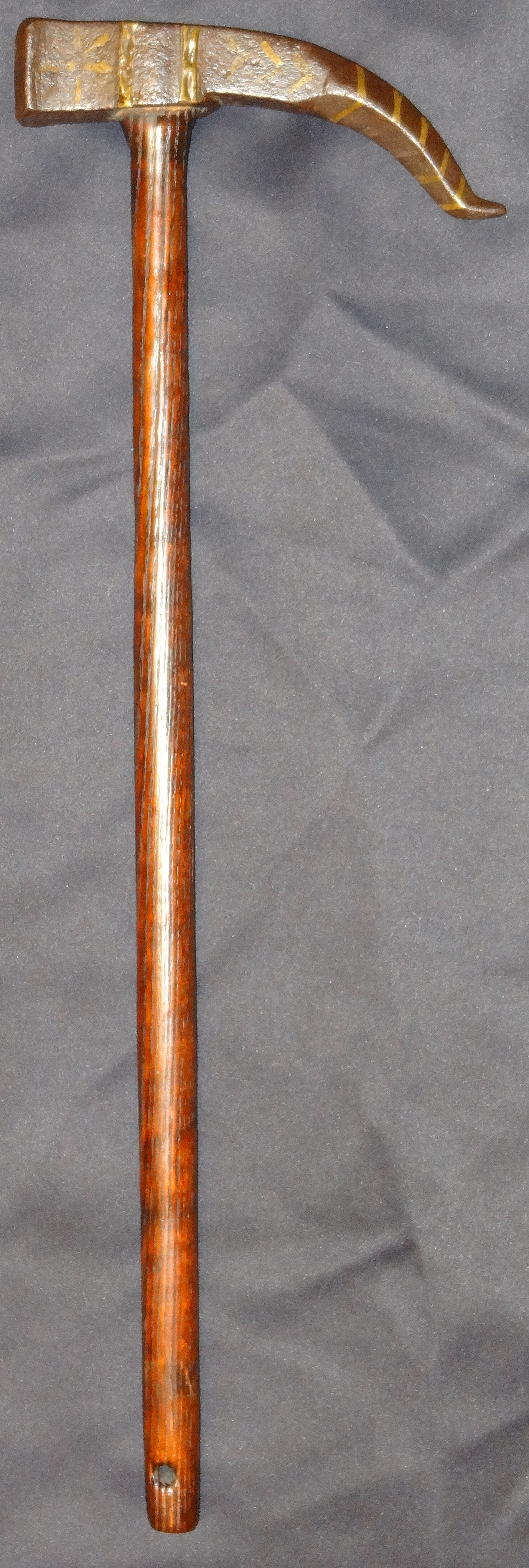
Indo-Perzische krijgshamer

Een krijgshamer of strijdhamer is een oorlogswapen,  gemodelleerd naar de doorsnee hamer. Het is bedoeld voor gevechten van op korte afstand. 
De bekendste versie van de krijgshamer deed zijn intrede in de late middeleeuwen. Oorlogshamers waren vooral bedoeld als nieuw wapen tegen de steeds sterker wordende harnassen in de 14e en 15e eeuw, die beter bestand waren tegen wapens als zwaarden dan oudere modellen. Krijgshamers konden deze harnassen vaak beschadigen zonder ze te doorboren. 
Het handvat van de krijgshamer kon verschillende lengtes hebben: de langste hadden het formaat van een hellebaard en de kortste het formaat van een knots. Sommige modellen hadden aan een zijde een puntvormig uitsteeksel.

## Afbeeldingen

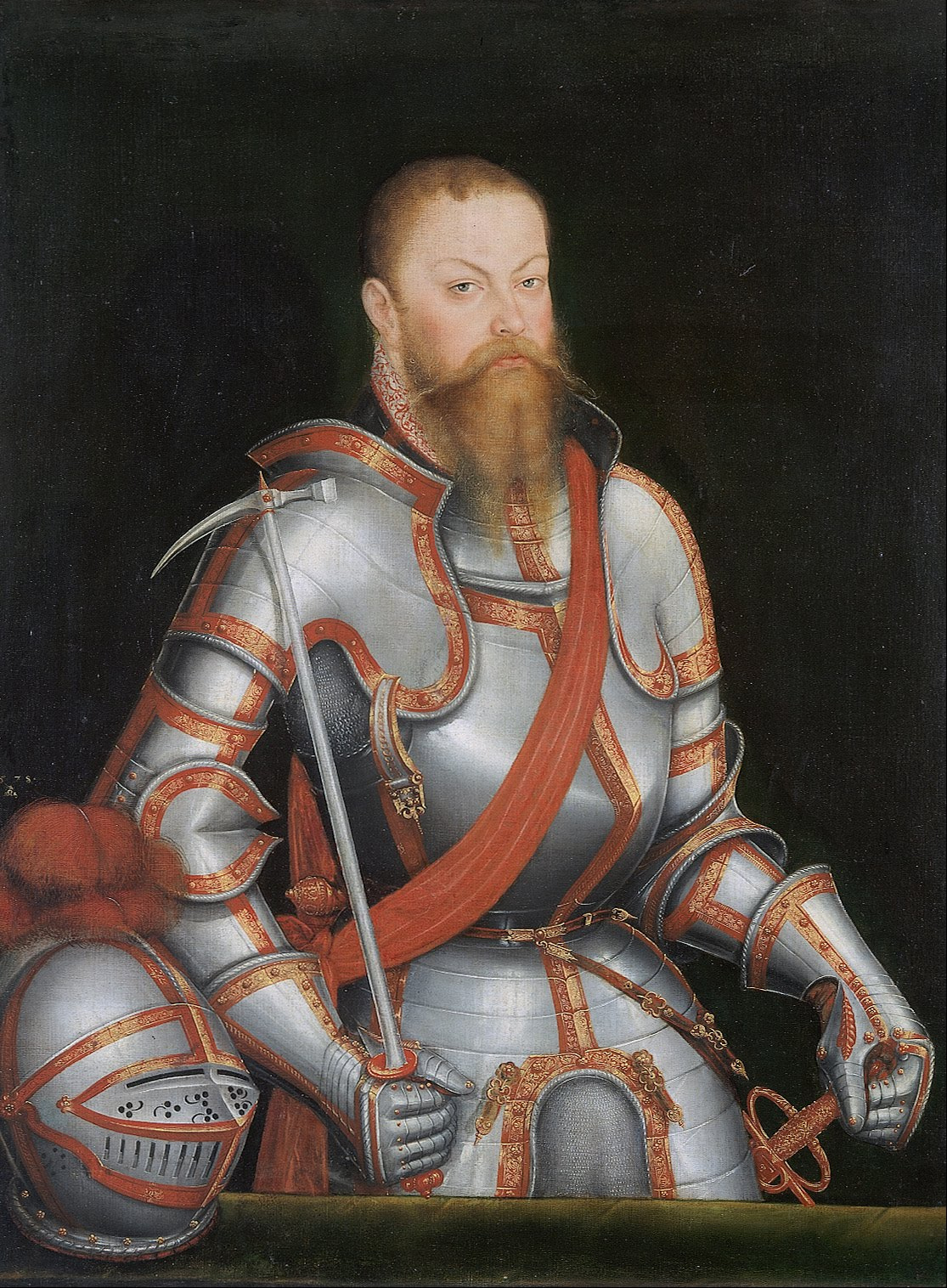
Portret van Maurits van Saksen (1521-1553) met krijgshamer (Staatliche Kunstsammlungen Dresden).
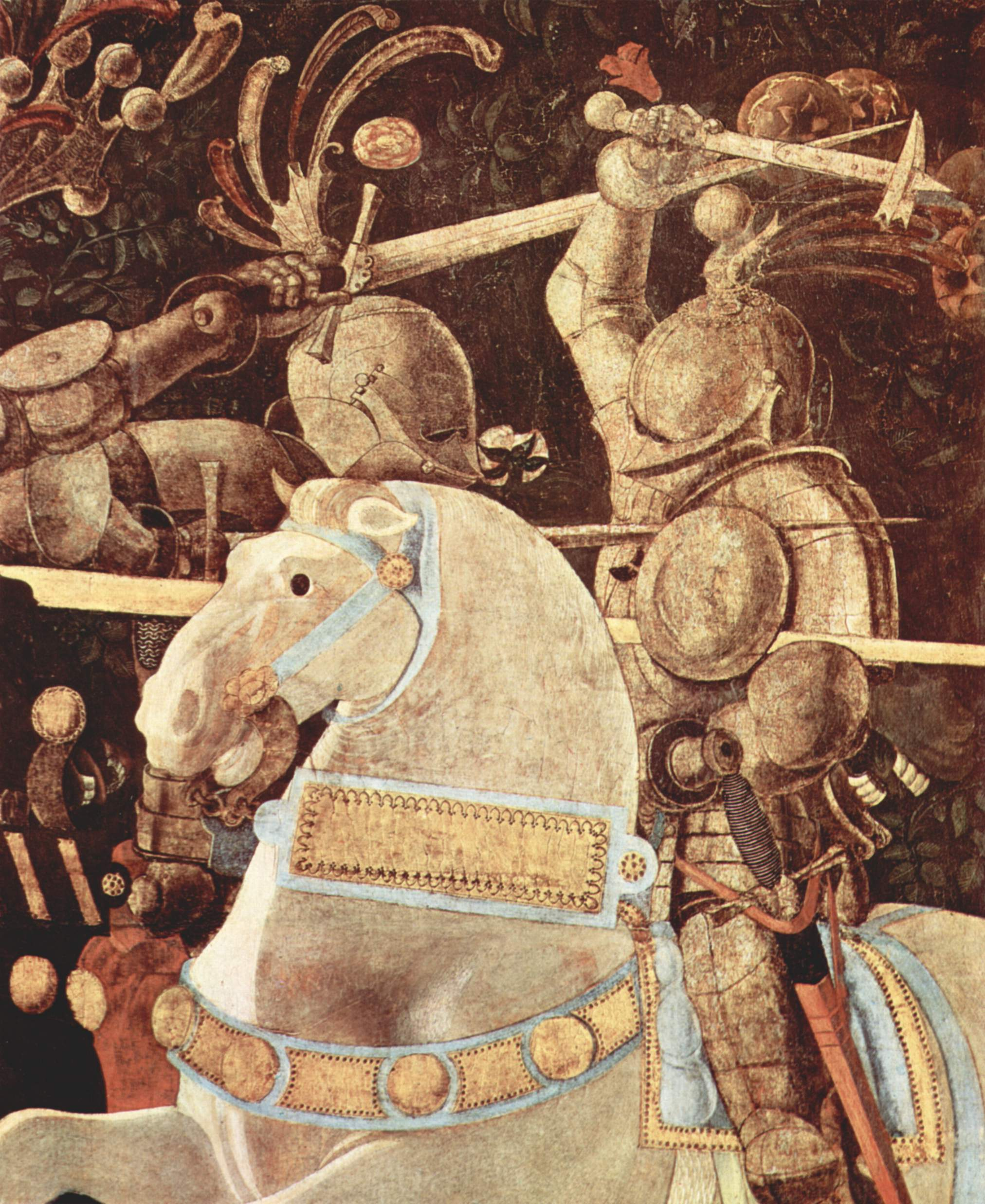
Ridder met krijgshamer (geschilderd) door Paolo Uccello (1438).